# Gustaf Fredrik Gyllenborg
Gustaf Fredrik Gyllenborg, född 25 november 1731 (g.s.) på Strömsbro majorsboställe, Bankekinds socken, Östergötlands län, död 30 mars 1808 i Stockholm, var en svensk greve  och författare. Han var ledamot av Svenska Akademien 1786–1808 (stol nr 13).

## Biografi
Gustaf Fredrik Gyllenborg tillhörde  ätten Gyllenborg. Han var son till riksrådet Johan Gyllenborg och Margareta Eleonora von Beijer.  Efter akademiska studier i Uppsala och Lund blev Gyllenborg 1751 registrator i Justitierevisionen och 1762 kammarråd. Han var anställd som kavaljer vid hovet åt kronprins Gustav 1756–1762. Han blev kansliråd 1774, ledamot av bankofullmäktige 1777 och 1787 ledamot av direktionen för nummerlotteriet.  
Tillsammans med vännen Gustaf Philip Creutz var han en av de ledande medlemmarna i Tankebyggarorden från 1753, och var medarbetare i ordens publikation Våra försök (1753-56). Han tillhörde också kretsen kring Hedvig Charlotta Nordenflycht och som utgav Witterhets-arbeten (1759-62). Gyllenborg började sin litteratära bana som satirer efter mönster av Horatius, Juvenalis och Nicolas Boileau som mönster och skrev bland annat Verldsföraktaren (1754, omarbetad 1762) och Satire öfver mina vänner (1759). Ett efter hand starkare inflytande från Rousseau och dennes mer pessimistiska syn på mänskligheten märks senare, bland annat vid omarbetning av Verldsföraktaren 1762, men även i lärodikten Menniskans elände (1762) skriven som motstycke till Menniskans nöjen, från samma år. Rosseauanskt influerad är även diktcykeln Årstiderna från 1759, med naturdikterna Vår-qväde och Vinter-qväde. I den senare förebådar han med sin hyllning till de nordiska förfäderna en senare tids götiska diktning. Ett av hans främsta arbeten var Ode öfver själens styrka, vars sista strof han skrev vid fru Nordenflychts dödsbädd 1763.
Samma år for Gustaf Philip Creutz till Spanien och Gyllenborg ingick 1764 ett gott resonemangsparti med Anna Margareta Gottsman. Han upphörde nu att dikta för en lång tid framöver, och hans fortsatta författarskap rönte inte samma popularitet som det tidigare. Han skrev en mängd skådespel, de flesta ganska snart bortglömda, och hjältedikten Tåget öfver Bält (1785), om vilken Esaias Tegnér kommenterade: äfven dikten har sin frusna våg. Stor popularitet fick däremot hans fabler. En viktig källa för hans författarskap är den på gamla dagar nedskrivna självbiografin Mitt lefverne, omfattande tiden 1731-1775 (utgiven av Gudmund Frunck 1885). Gyllenborg samlade sina tidigare dikter i Vitterhets-arbeten af Creutz och Gyllenborg (1795, 2:a upplagan 1812) och utgav därutöver Sednare vitterhets-arbeten (1795) och Theater-stycken (1797).
Den 20 mars 1786 blev Gyllenborg hedersledamot av Kungliga Vitterhets Historie och Antikvitets Akademien.

## Psalmer
- Den svenska psalmboken 1819
  - 95 Vi följt i dag med heta tårar
- O du som har ett hult försvar (1819 nr 377, 1937 nr 507)

## Bilder

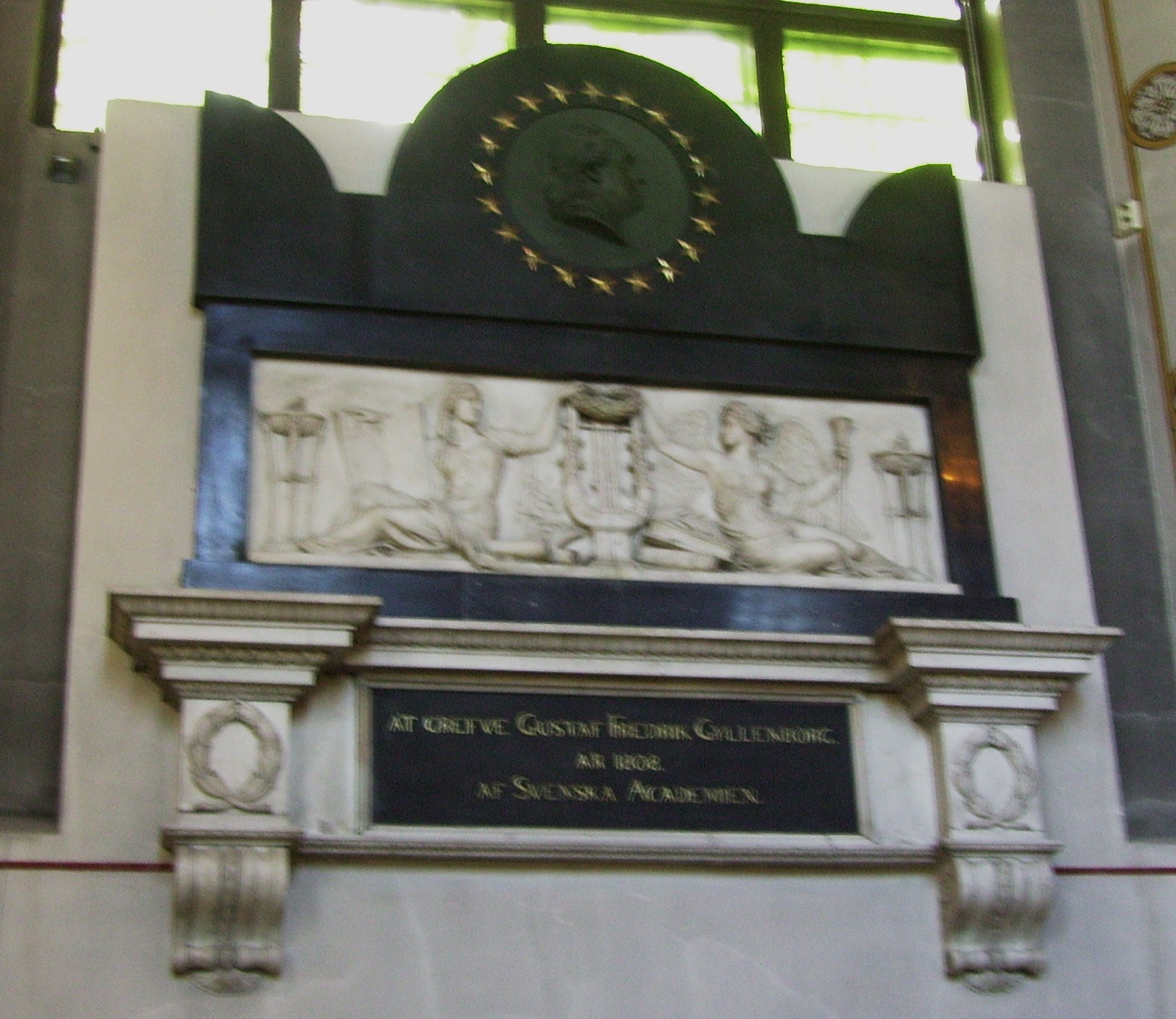
Gustaf Fredrik Gyllenborgs gravvård på Klara kyrka i Stockholm.